# Émile Thibaud
Pour les articles homonymes, voir Thibaud.
Émile Thibaud, né Pierre Jean Thibaud le 11 décembre 1806 à Riom et mort le 28 août 1896 à Lamazière-Haute, est un vitrailliste du XIXe siècle.

## Biographie
Pierre-Jean Thibaud naît à la fin de 1806 rue des Taules à Riom, dans une famille d'imprimeurs : son grand-père maternel et son père ont lancé puis édité le Journal hebdomadaire du département du Puy-de-Dôme, publication officielle du gouvernement à partir de décembre 1805 et dont la ligne éditoriale, après les Cent-Jours, est légitimiste, dont la suite est assurée par deux des frères d'Émile : Charles et Ferdinand.
Émile est l'aîné de huit enfants. En tant qu'héritier de la dynastie entrepreneuriale, il est envoyé à Paris en 1821 pour y faire des études à l'Université royale. Mais le jeune garçon s'intéresse plus au dessin, à la lithographie, à l'archéologie et aux beaux-arts, soutenu en cela par son grand-oncle Michel-Amable Richier, sous-inspecteur des bâtiments du roi. De 1828 à 1830, Émile fait partie du régiment de la Garde royale, jusqu'à la chute de Charles X, puis rentre en Auvergne, où il se lance dans une activité de maître-verrier.
Il se marie le 23 juin 1834 à Clermont-Ferrand avec Marie Virginie Dallet.

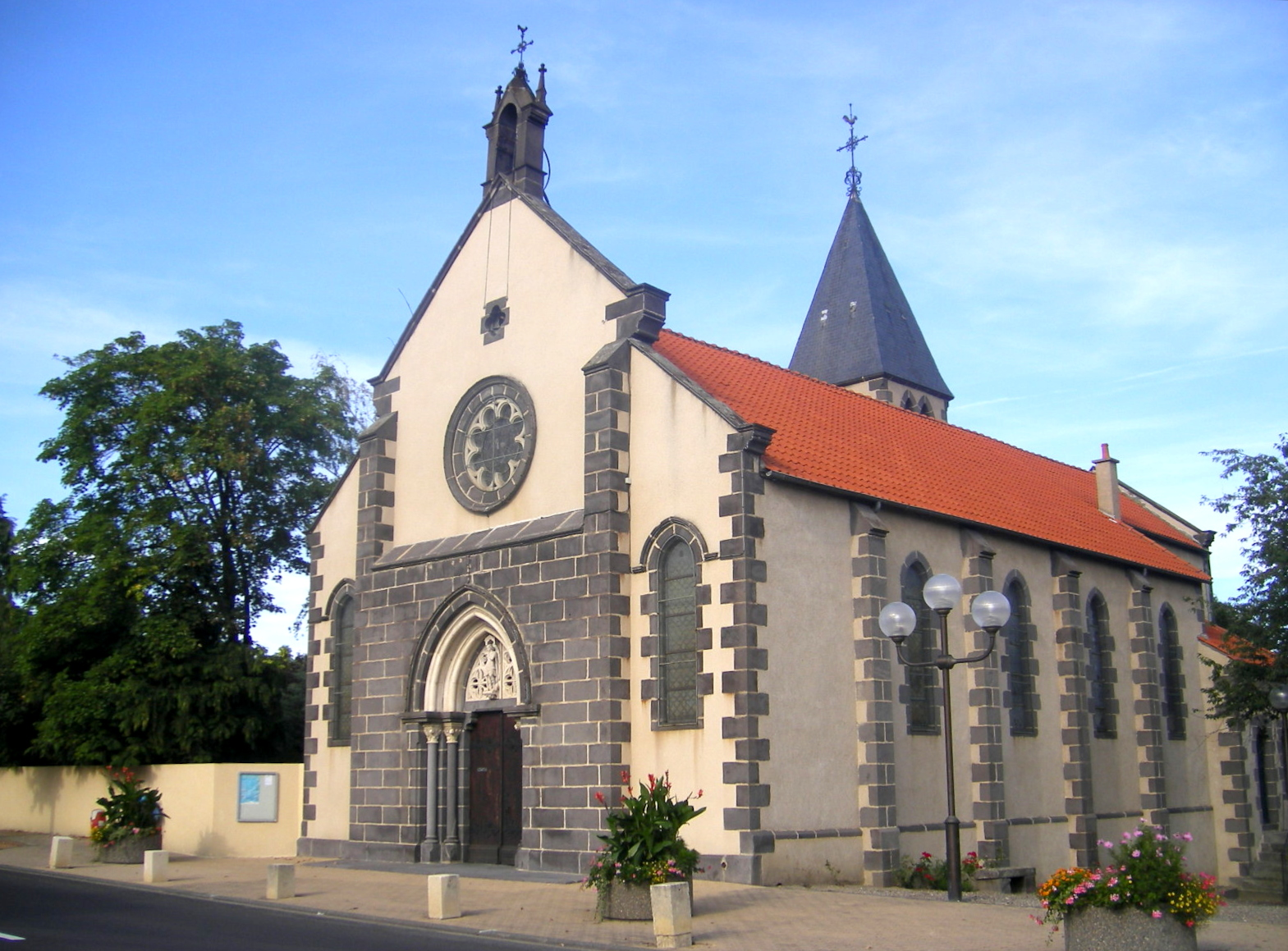
Église de Pérignat-lès-Sarliève, construite en 1870 sous l'impulsion d'Émile Thibaud.

Par ailleurs, il s'implique dans la vie publique. À sa retraite, en 1869, il milite pour détacher d'Aubière le village où il réside, Petit-Pérignat, qui devient Pérignat-lès-Sarliève, et dont il est élu premier maire le 28 septembre 1873, poste qu'il conserve jusqu'au 18 mai 1888 ; il est en particulier le maître d'ouvrage de la construction de l'église du village, en 1870. Sur ses deniers privés, il finance encore la construction et la gestion d'une école pour filles, d'un bureau de bienfaisance, d'une compagnie de sapeurs-pompiers ; il s'occupe de la voirie ainsi que de l'alimentation en eau, des fontaines et du lavoir. Fidèle aux convictions politiques familiales, il milite dans les rangs légitimistes et se présente même à l'élection législative de 1876, qu'il perd contre Agénor Bardoux.
Le 25 octobre 1881, il épouse en secondes noces à Lamazière-Haute Marie Louise Serve et s'installe à la Vervialle, dans cette même commune de Lamazière-Haute, où il réside jusqu'à sa mort, le 28 août 1896.

## Travaux et réalisations

### Vitraux

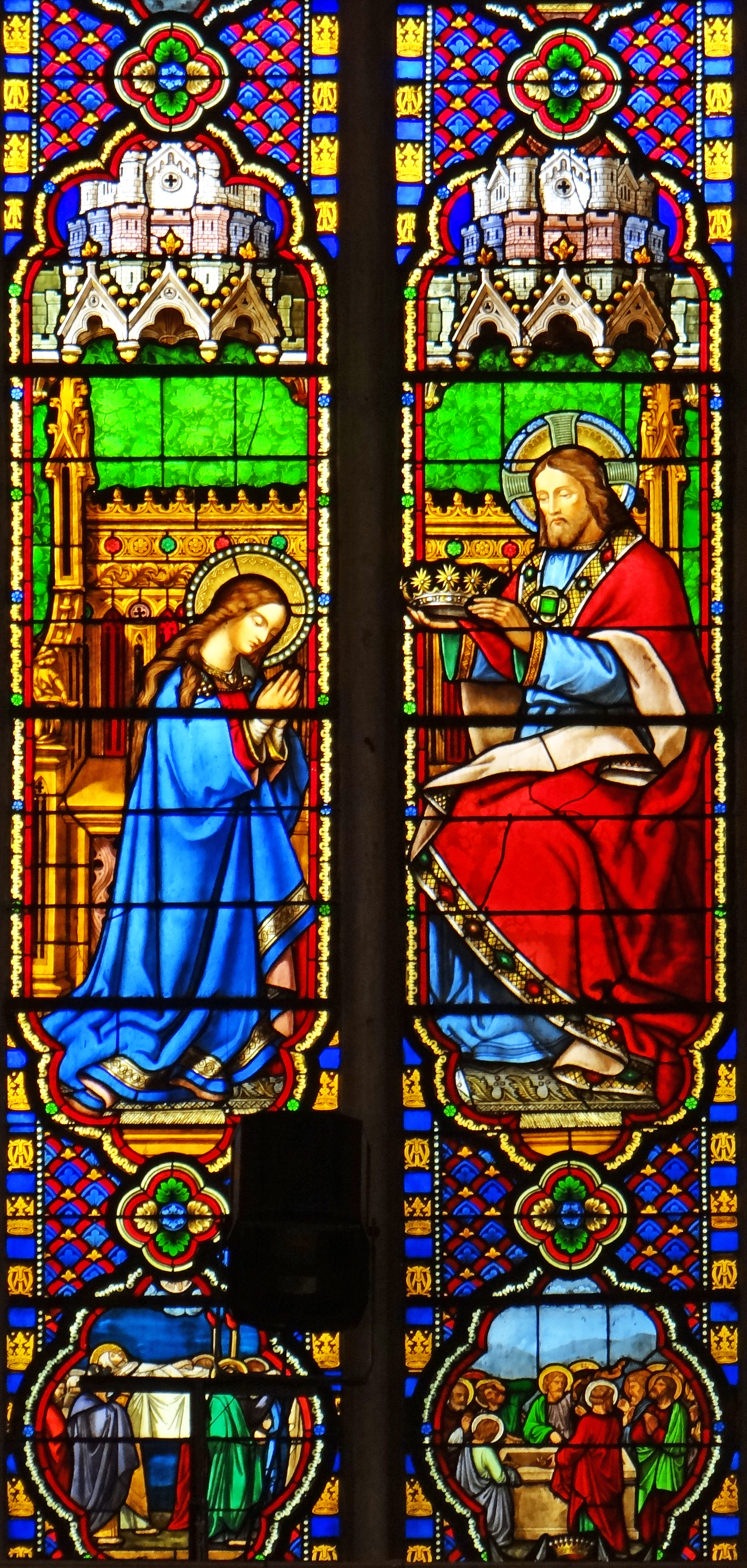
Vitrail du Couronnement de la Vierge, situé dans l'église Notre-Dame de Marmande.

L'œuvre d'Émile Thibaud est assez vaste. À Lyon, au début de sa carrière, il a collaboré en  septembre 1836 avec Antoine-Marie Chenavard pour restaurer les vitraux du chœur de la primatiale Saint-Jean. Néanmoins, cette restauration est jugée assez sévèrement, l'artiste ayant faussement interprété certaines scènes, et remplacé en conséquence des éléments de la vie de Cyprien de Carthage par des représentations de Pothin et Irénée. De surcroît, le nuancier de couleurs ainsi que la sécheresse de la figuration sont reprochés au vitrailliste.
La plus grande partie de ses œuvres se situe dans le Massif central ou à proximité. En 1835, un orage violent détruit une partie des vitraux de la cathédrale de Clermont-Ferrand.   Émile Thibaud et Étienne Thevenot s'associent pour cette restauration. À la fin de celle-ci, chacun ouvre un atelier à Clermont-Ferrand. On trouve ses vitraux à la Collégiale Notre-Dame de Villefranche-de-Rouergue,, à la Basilique Notre-Dame-des-Miracles de Mauriac, au chœur de l'abbatiale de la chartreuse de Champmol, à l'église Saint-Sidoine d'Aydat, à l'église Saint-Philibert de Charlieu.
Mais il œuvre également dans le sud-ouest de la France, notamment pour la cathédrale Sainte-Marie de Bayonne, les églises Notre-Dame de Marmande ou Saint-Jacques de Pau, ou encore Saint-Hilaire de Castelmoron-sur-Lot. En Île-de-France, il a notamment réalisé les vitraux de Notre-Dame des Victoires, Sainte-Clotilde et Sainte-Marie des Batignolles, toutes trois à Paris, ainsi que ceux de l'église Notre-Dame-de-l'Assomption de Château-Landon. Enfin, il travaille sur plusieurs autres cathédrales que celle de Lyon : Coutances, Rodez et Moulins.
Sa production, considérable en France, est également exportée, en Europe, Amérique et même Asie. Il utilise notamment les facilités d'édition que lui procure sa famille pour se faire connaître, ainsi que les expositions universelles de Londres en 1862 et Paris en 1867.
Il reste en activité jusqu'en 1869. Il vend son atelier à Charles Gomichon des Granges (1825-1910). Ce dernier s'associe en 1876 avec le baron Louis de Carbonnel qui rachète l'atelier en 1878, mais il est cédé l'année suivante à Félix Gaudin qui le fait fonctionner jusqu'en 1892. L'atelier Thibaud est alors repris par Adrien Baratte (1868-1940) jusqu'en 1938. À cette date, il ferme définitivement faute de repreneur,.

Réalisations d'Émile Thibaud
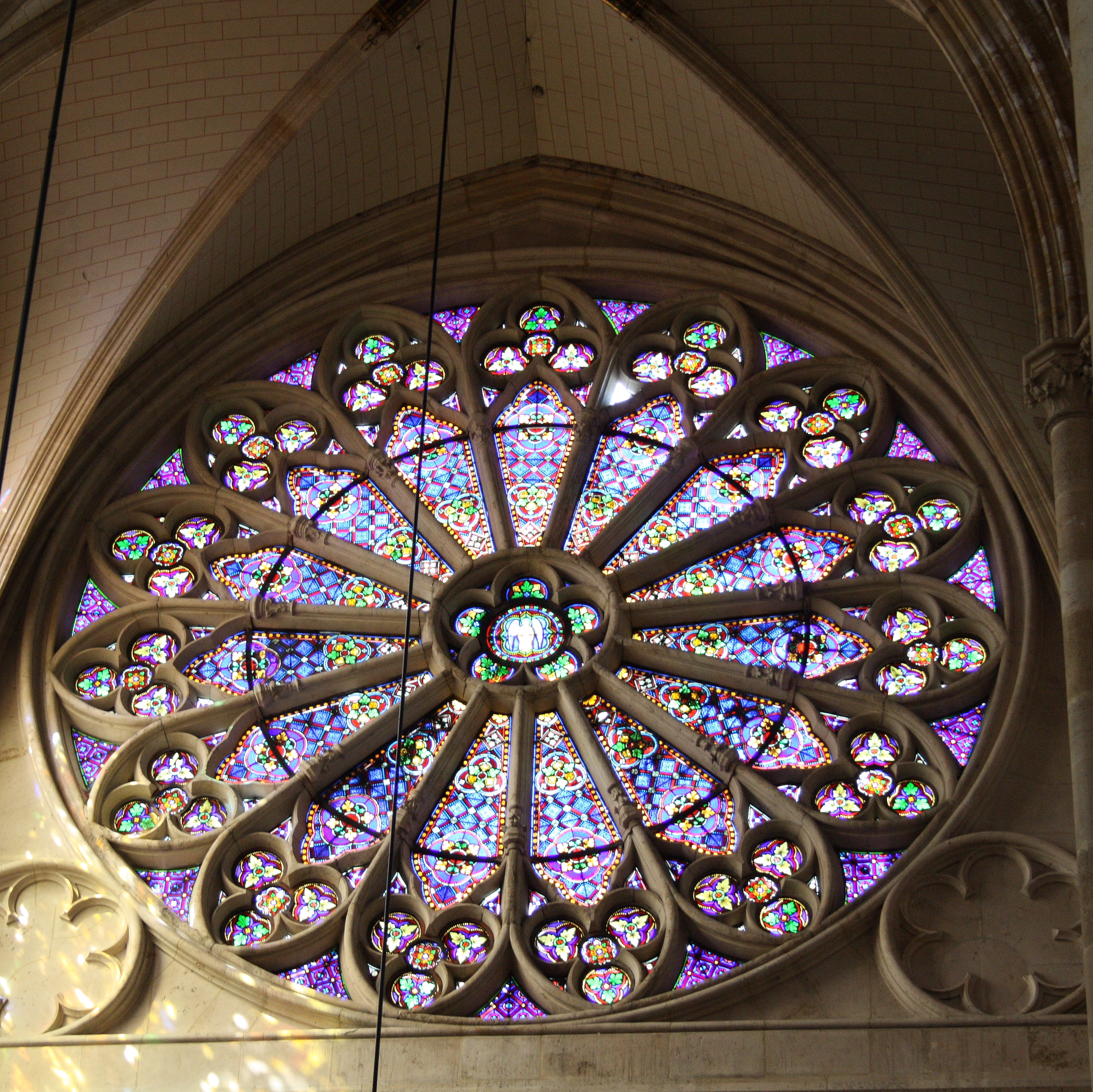
Rosace de Sainte-Clotilde de Paris.
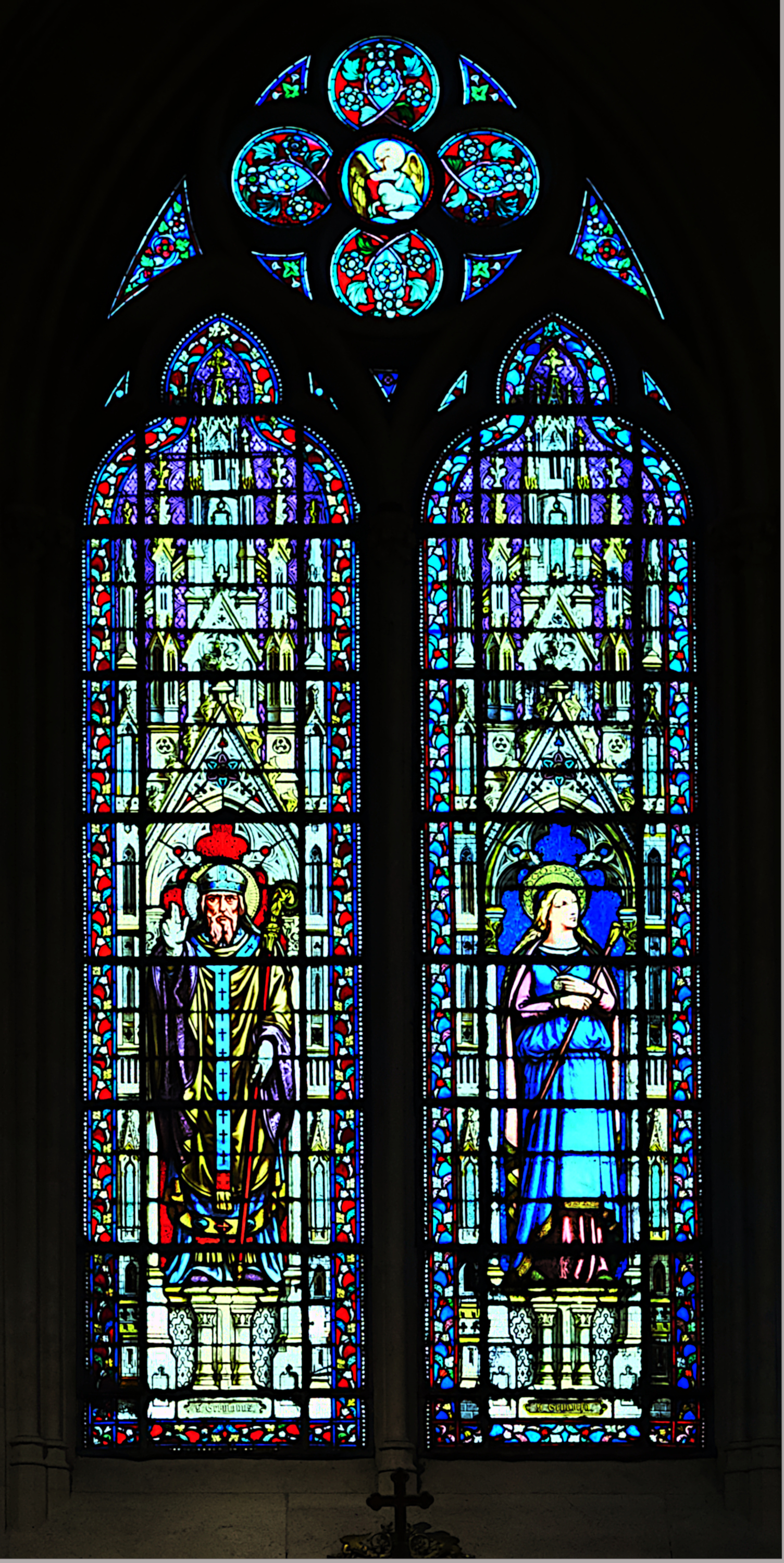
Vitrail (Sainte-Clotilde de Paris).
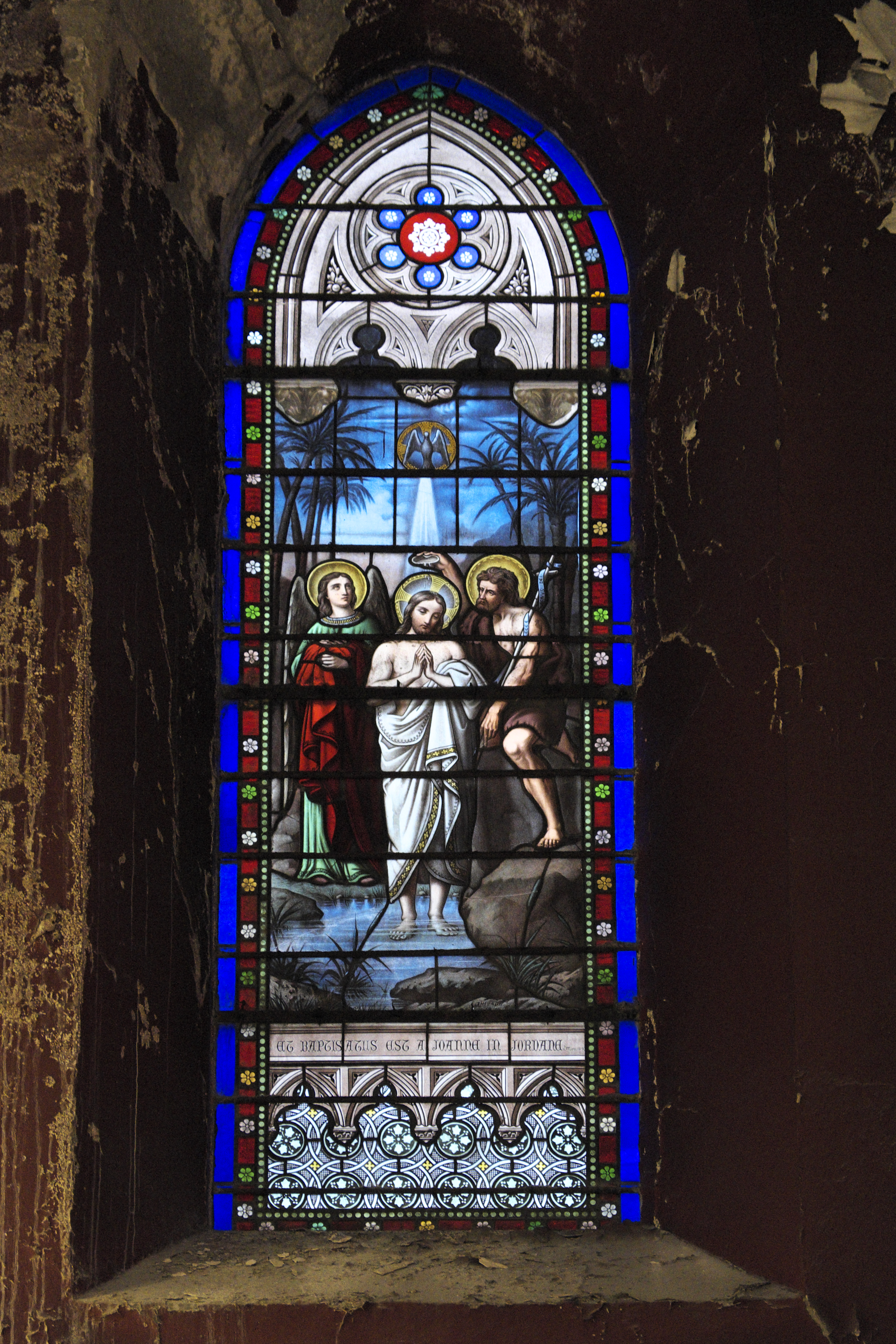
Le baptême du Christ, vitrail de Saint-Jacques de Pau.
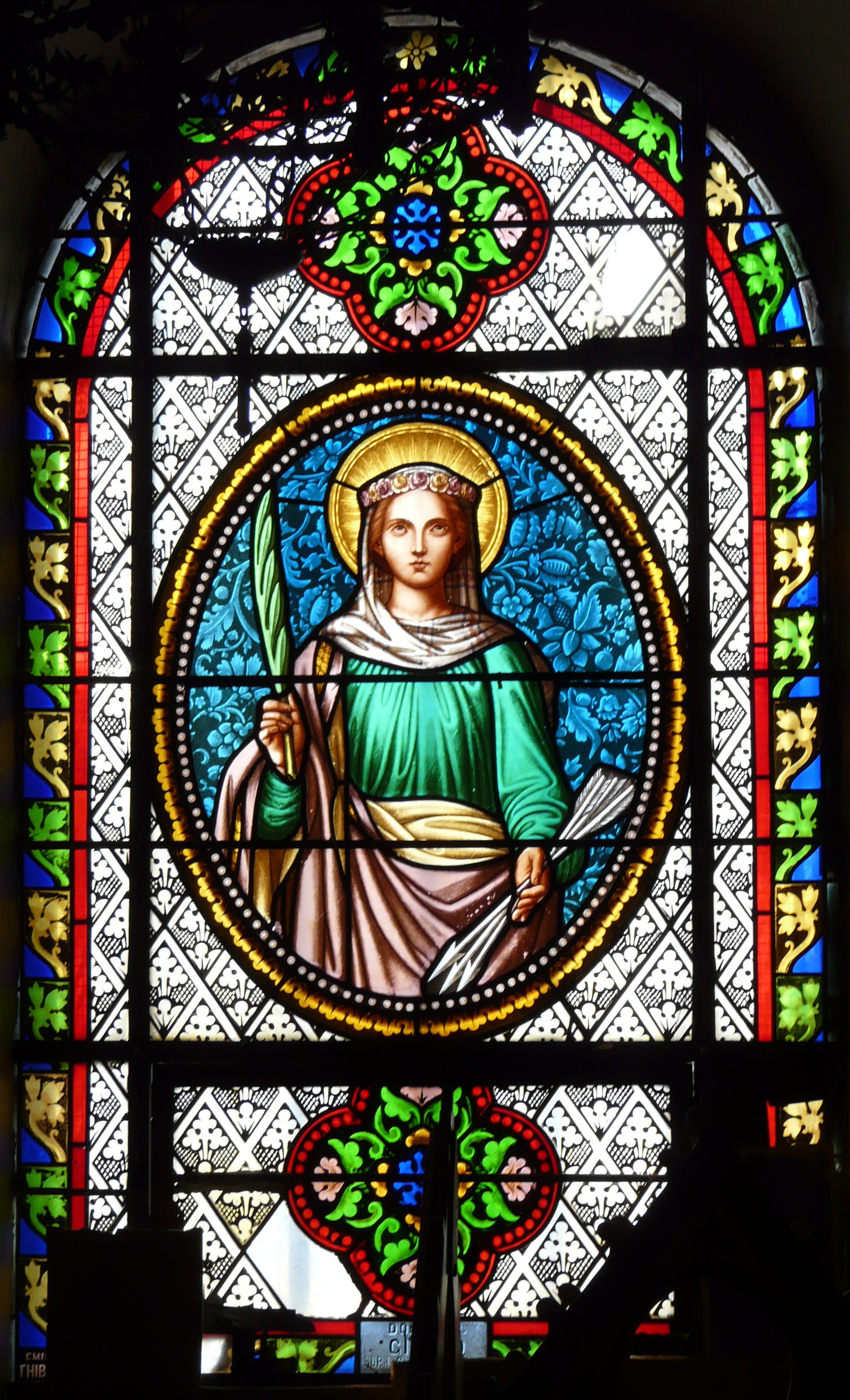
Vitrail de Saint-Julien de Fohet à Aydat.
Vitrail de Saint-Hilaire, à Castelmoron-sur-Lot.

Projets
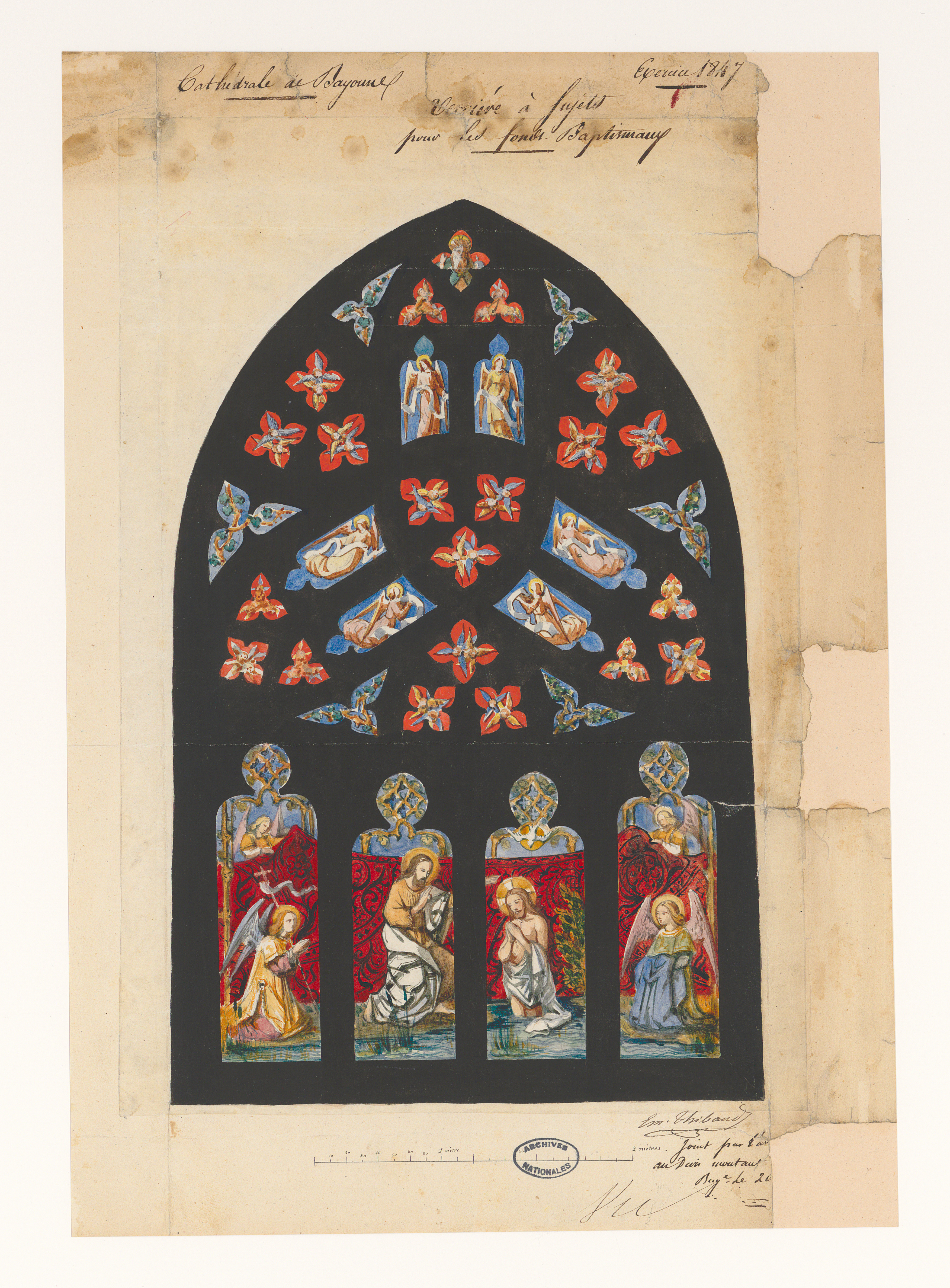
Projet pour la cathédrale de Bayonne, 1847.
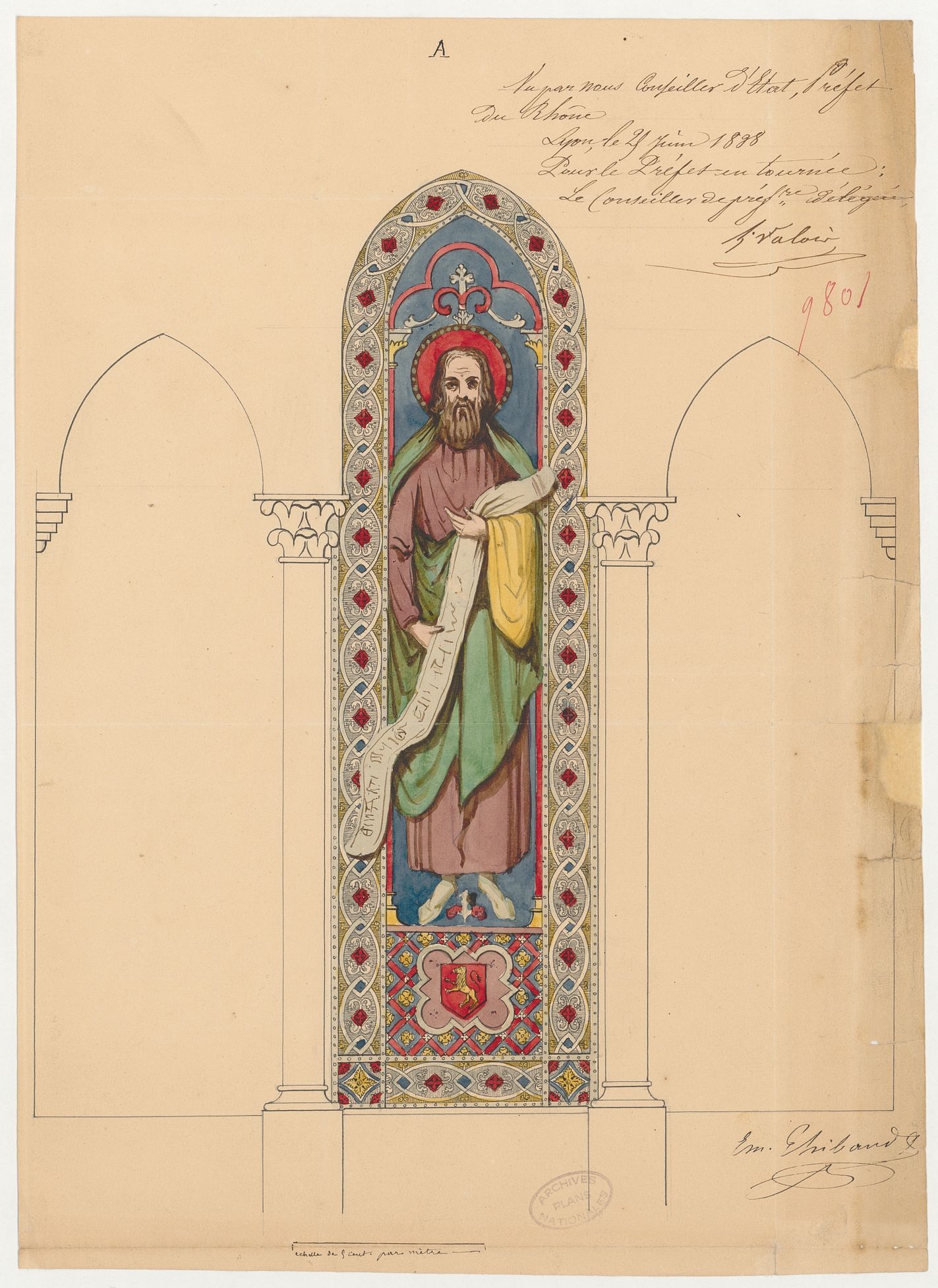
Projet pour la cathédrale de Lyon, 1838.
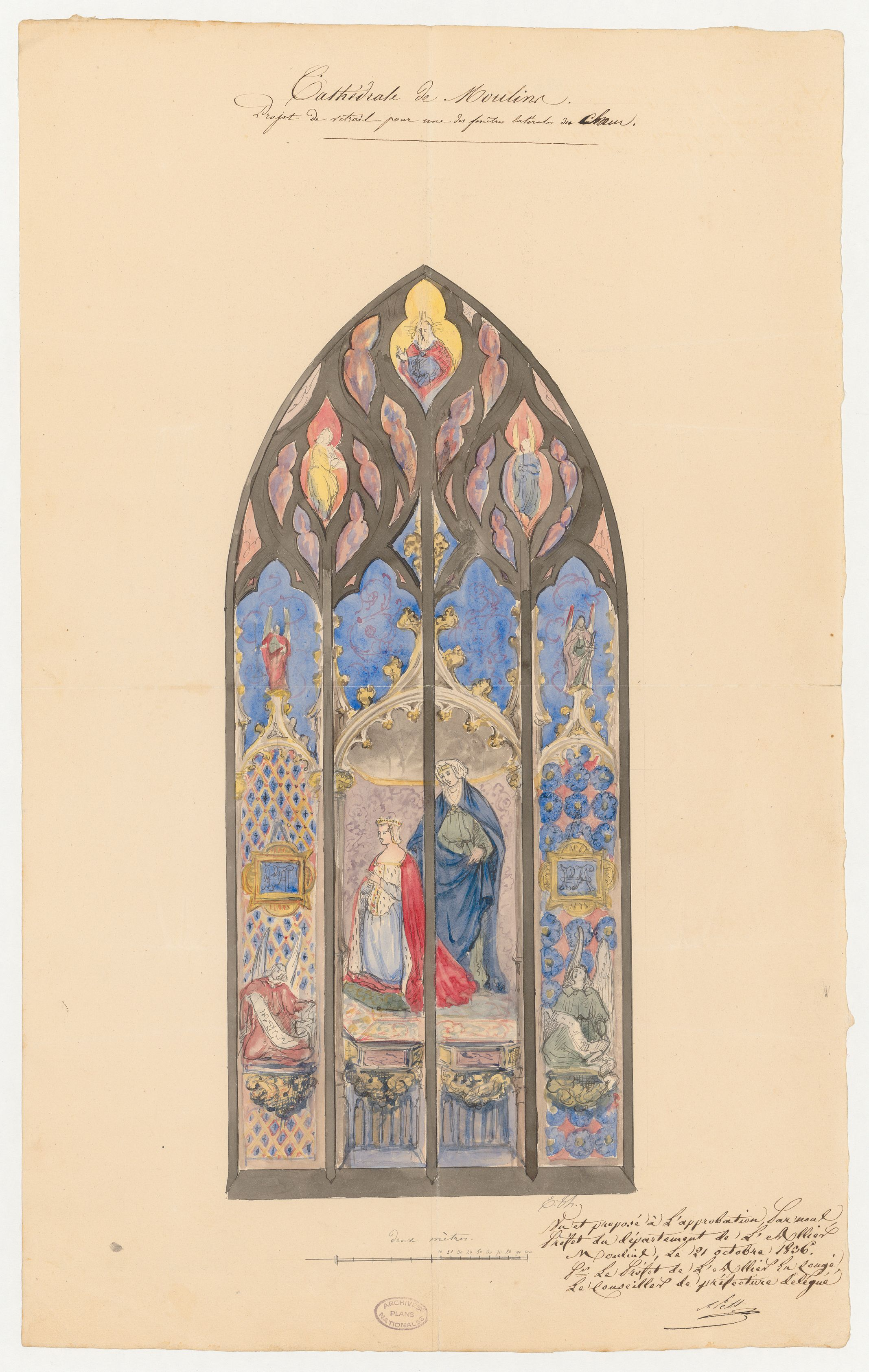
Projet de vitrail pour la cathédrale de Moulins, 1836.

### Autres œuvres
Toujours passionné par l'archéologie du bâti, Émile Thibaud se fait le chantre du renouveau du style gothique ; il réalise en outre ne nombreux dessins, des gravures, des tableaux et des décors de pièces de théâtre, ainsi que des ouvrages divers d'archéologie, d'histoire de la peinture sur verre, et des guides touristiques.

## Publications
- De la peinture sur verre ou Notice historique sur cet art dans ses rapports avec la vitrification, Thibaud-Landriot, 1835
- Notions historiques sur les vitraux anciens et modernes, et sur l'art de la peinture vitrifiée, Thibaut-Landriot, 1838
- Considérations historiques et critiques sur les vitraux anciens et modernes et sur la peinture sur verre, Thibaud-Landriot & Cie, Clermont-Ferrand, 1842 (lire en ligne)
- Royat : ses eaux et ses environs : itinéraire descriptif et historique, Thibaud, 1843
- Guide en Auvergne. Itinéraires historiques et descriptifs aux eaux thermales, Thibaud, 1862
- Manufacture de vitraux... Paris, Clermont-Ferrand, coécrit avec Adolphe-Napoléon Didron, Claye, non daté